# Кубок Казахстана по футболу 2010
Кубок Казахстана по футболу 2010 года — 19-й розыгрыш национального Кубка, в котором приняли участие 28 клубов.
Финальный матч состоялся 15 ноября 2010 года на столичном стадионе «Астана Арена». Победителем турнира стал астанинский «Локомотив», обыгравший в финале карагандинский «Шахтёр» со счётом 1:0.
В дальнейшем «Локомотив» не прошёл лицензирование УЕФА, и право на участие в Лиге Европы перешло к финалисту — «Шахтёру».

## Первый этап
Первый этап состоялся 18-19 апреля, в нём приняли участие клубы первой лиги.
| Команда                  | счёт       | Команда                   |
| ------------------------ | ---------- | ------------------------- |
| Каспий (Актау)           | 3:0        | Актобе-Жас (Актобе)       |
| Лашын (Каратау)          | 2:1        | Кайсар (Кызылорда)        |
| Спартак (Семей)          | 0:4        | Восток (Усть-Каменогорск) |
| Сункар (Каскелен)        | 2:1        | Ак Булак (Талгар)         |
| Цесна (Алма-Ата)         | 4:0        | Иле-Саулет (Отеген-Батыр) |
| Булат (Темиртау)         | 2:5        | Казахмыс (Сатпаев)        |
| Гефест (Караганда)       | 3:2 (д.в.) | Астана (Астана)           |
| Кызылжар (Петропавловск) | 3:0        | Асбест (Житикара)         |

## Второй этап
Второй этап состоялся 24 апреля.
| Команда                   | счёт                 | Команда                  |
| ------------------------- | -------------------- | ------------------------ |
| Каспий (Актау)            | 0:2                  | Лашын (Каратау)          |
| Восток (Усть-Каменогорск) | 1:0                  | Сункар (Каскелен)        |
| Цесна (Алма-Ата)          | 3:3 (д.в., пен. 5:4) | Казахмыс (Сатпаев)       |
| Гефест (Караганда)        | 3:2 (д.в.)           | Кызылжар (Петропавловск) |

## 1/8 финала
Жеребьёвка 1/8 финала Кубка состоялась 23 апреля.
Команды были рассеяны по 4-м корзинам (1-4-е места в Премьер-лиге-2009, 5-8-е места в Премьер-лиге-2009, 9-12-е места в Премьер-лиге-2009 и клубы первой лиги).
Матчи 1/8 финала прошли 16 мая на полях команд, указанных первыми.
| Команда                   | счёт | Команда             |
| ------------------------- | ---- | ------------------- |
| Жетысу (Талдыкорган)      | 1:0  | Кайрат (Алма-Ата)   |
| Атырау (Атырау)           | 9:2  | Окжетпес (Кокшетау) |
| Ордабасы (Шымкент)        | 5:0  | Акжайык (Уральск)   |
| Тараз (Тараз)             | 1:0  | Иртыш (Павлодар)    |
| Лашын (Каратау)           | 0:2  | Актобе (Актобе)     |
| Цесна (Алма-Ата)          | 0:3  | Локомотив (Астана)  |
| Восток (Усть-Каменогорск) | 1:2  | Тобол (Костанай)    |
| Гефест (Караганда)        | 0:4  | Шахтёр (Караганда)  |

## 1/4 финала
9 июня в Алма-Ате состоялась жеребьевка 1/4 финала. Победители пар определялись по результату одной игры.
Матчи прошли 26 сентября 2010 года.
| Команда              | счёт | Команда            |
| -------------------- | ---- | ------------------ |
| Жетысу (Талдыкорган) | 3:0  | Атырау (Атырау)    |
| Локомотив (Астана)   | 1:0  | Тараз (Тараз)      |
| Шахтёр (Караганда)   | 2:1  | Актобе (Актобе)    |
| Тобол (Костанай)     | 1:4  | Ордабасы (Шымкент) |

## 1/2 финала
Первые матчи полуфиналов Кубка прошли 19 октября, ответные — 10 ноября 2010 года.
| Команда               | счёт | Команда            | 1-й матч | 2-й матч |
| --------------------- | ---- | ------------------ | -------- | -------- |
| Жетысу (Талдыкорган)  | 0:2  | Локомотив (Астана) | 0:1      | 0:1      |
| Шахтёр (Караганда)(г) | 2:2  | Ордабасы (Шымкент) | 0:1      | 2:1      |

## Финал
| 14 ноября 2010     | \| Локомотив (Астана) \| 1:0 \| Шахтёр (Караганда) \| \| Рожков 35′ \| Голы \| \| | «Астана Арена» Астана Зрителей: 20 000 Судья: Игорь Хисамутдинов (Павлодар) |
| Локомотив (Астана) | 1:0                                                                               | Шахтёр (Караганда)                                                          |
| Рожков 35′         | Голы                                                                              |                                                                             |

| Победитель Кубка Казахстана по футболу 2010 |
| ------------------------------------------- |
| Локомотив (Астана) Первый титул             |